# Gabriel D'Almeida Freitas
Gabriel D'Almeida Freitas (nacido el 4 de junio de 1990 en Quebec), es un actor, comediante y guionista canadiense, de origen portugués.

## Filmografía
Televisión
- 2011  : Oferta de trabajo de Patrice Laliberté
- 2012  : El baúl de Patrice Laliberté
- 2013  : El Pitch de Sébastie : Ganado
- 2014  : No, esta mujer no es para el viejo de François St-Amand
- 2015  : La hora de la laprise de Guillaume Loner
- 2017  : Hubert y Fanny de Mariloup Wolfe: Dave
- 2017-2018: Les Simone (temporadas 1 y 2) de Ricardo Trogi  : Nicolas Bazin
- 2017-2018: Le Chalet IV, V de Marie-Claude Blouin  : Raphaël
- 2018  : Los Magníficos II de François Saint-Amand
- 2018: Los efímeros de Mathieu Gadbois  : Nicolas

Cine
- 2016  : Richard Superstar de Alec Pronovost: Richard
- 2018  : Matthias et Maxime de Xavier Dolan  : Matthias
- 2018: Mi amigo Walid de Adib Alkhalidey y Julien Lacroix  : Bachelor-Fée
- 2024: La verbena de Rubén Sánchez: Alex

## Teatro
- 2017  : Ser Philippe Gold de Philippe Boutin, Théâtre Denise-Pelletier: Múltiples papeles